# Mariposa (film)
Mariposa è un film argentino del 2015 diretto e scritto da Marco Berger.